# 岡崎村 (和歌山県)
岡崎村（おかざきむら）は、和歌山県海草郡にあった村。旧名草郡。

## 歴史
- 1889年（明治22年）4月1日：明治大合併による村制施行により、名草郡岡崎村となる。
- 1896年（明治29年）4月1日：郡の統合により名草郡が海部郡と合併して海草郡となる[1]。
- 1955年（昭和30年）1月1日：市町村合併により西和佐村とともに和歌山市へ編入。

## 警察管轄署
- 和歌山東警察署